# Karl-Heinz Ach
Karl-Heinz „Kalla“ Ach (* 16. November 1952) ist ein ehemaliger deutscher Fußballspieler und späterer -trainer. Während seiner aktiven Karriere war er Torhüter.

## Karriere
1977 wurde Ach mit der Amateurmannschaft von Fortuna Düsseldorf Meister der drittklassigen Verbandsliga Niederrhein. Da die Amateurmannschaft nicht in die 2. Bundesliga aufsteigen durfte, nahm Ach stattdessen mit ihr an der deutschen Amateurmeisterschaft 1977 teil und holte gegen den SV Sandhausen den Titel. Daraufhin wurde er von Schwarz-Weiß Essen verpflichtet, wo er während der Saison 1977/78 Hans Wulf aus dem Tor verdrängte und 30 Spiele in der 2. Bundesliga Nord bestritt. Er kassierte jedoch über 70 Gegentore und wurde mit dem Verein abgeschlagen Letzter. Zudem erlebte er am 20. Dezember 1977 ein Debakel, als der 1. FC Köln im Viertelfinalspiel um den DFB-Pokal neun Treffer (9:0-Endstand) erzielen konnte. In der Oberliga Nordrhein wurde er mit dem ETB 1979/80 und 1984/85 jeweils Vizemeister und verpasste die Rückkehr in den Profifußball. 1986 beendete er seine Aktivenkarriere mit über 330 Pflichtspielen für die Schwarz-Weißen.
Später trainierte Karl-Heinz Ach die Jugendmannschaften des Vereins. Mit der B-Jugend zog er 1991 bis ins Halbfinale um die deutsche Juniorenmeisterschaft ein, unterlag dort jedoch der Jugendmannschaft Werder Bremens. Darüber hinaus war er Torwarttrainer u. a. bei SG Union Solingen und der SSVg Velbert.

## Erfolge
- 1977 Niederrheinmeister
- 1977 Deutscher Amateurmeister